# Lasius neglectus
Lasius neglectus é uma espécie de insetos himenópteros, mais especificamente de formigas pertencente à família Formicidae.
A autoridade científica da espécie é Van Loon Boomsma & Andrasfalvy, tendo sido descrita no ano de 1990.
Trata-se de uma espécie presente no território português.